# Plein les yeux
Plein les yeux (Real TV) était une émission de télévision française présentée par Jacques Legros et Carole Rousseau et diffusée du 29 octobre 1997 à janvier 2003 sur TF1. L'émission montrait des reportages sur des histoires spectaculaires et époustouflantes.
L'émission été coproduite par In the target (Endemol France) et Jacques Legros.

## Historique
Plein les yeux est adapté du format américain Real TV créé par RTV News Inc. et Paramount Domestic Television, et diffusé du 9 septembre 1996 au 7 septembre 2001 en syndication. L'émission originale a une durée moyenne de 30 minutes. La version de TF1 est de 130 minutes.